# 舞城王太郎
舞城 王太郎（まいじょう おうたろう、1973年〈昭和48年〉 - ）は、日本の小説家・脚本家・漫画原作者。福井県南条郡今庄町（現：南越前町）出身。

## 来歴
学歴・職歴は非公表の覆面作家であり、三島由紀夫賞の授賞式にも欠席した。同賞の受賞者で式典に欠席したのは舞城がはじめてである（このことをうけ、モブ・ノリオが『介護入門』で第131回芥川龍之介賞を受賞した際の記者会見で「どうも、舞城王太郎です」と挨拶した。後述の通り、同回の芥川賞では、本人も候補になっている）。
ミステリ小説『煙か土か食い物』で第19回メフィスト賞を受賞しデビューした。その後『暗闇の中で子供』『世界は密室でできている。』を矢継ぎ早に発表。講談社ノベルスで洋書のようなカバーデザイン、ミステリの定型に対して挑発的なストーリー進行、入り組んだ物語をスピーディに展開させる文体と作劇が評価された。
以降も書き下ろしをメインにしつつ、文芸誌『ファウスト』においていくつかの短篇とイラスト・コミックを発表、西尾維新、佐藤友哉などの同時期にデビューした作家と誌面の看板として活躍する。
2001年に短編「ピコーン！」で日本推理作家協会賞の候補となる。同年『群像』に発表し第15回三島由紀夫賞候補となった短編「熊の場所」以後は純文学にも活動の幅を広げ、2003年に『阿修羅ガール』にて選考委員の筒井康隆らが評価し第16回三島由紀夫賞を受賞した。
他にも『好き好き大好き超愛してる。』『ビッチマグネット』『短篇五芒星』『美味しいシャワーヘッド』でそれぞれ第131回（2004年上半期）・第142回（2009年下半期）・第147回（2012年上半期・第148回（2012年下半期））の芥川龍之介賞候補作となっている（いずれの選考でも、主に池澤夏樹・山田詠美が推している）。第131回において、石原慎太郎は「タイトルを見ただけでうんざりした」と評し、また三島由紀夫賞の選考では、宮本輝が「面白くもなんともないただのこけおどし」と評した。
2005年12月、映画・ドラマ・アニメ・ゲームなどの映像作品を企画・制作・販売するユニット「REALCOFFEE」に所属が確認されている。
2007年12月15日から2008年2月17日にかけて東京都写真美術館で映像工夫館展の一環として開催された「文学の触覚」（企画協力：講談社「群像」、NHKエンタープライズ）において、「舞城小説粉吹雪」というタイトルで参加。同名の書き下ろし小説の創作過程（展示期間中も随時更新）におけるタイピング記録を、「Type Trace」というソフトウェアを使って記憶・再生する作品を展示した。また、20年度の第12回文化庁メディア芸術祭にも審査委員会推薦作品に[タイプトレース道〜舞城王太郎之巻]として選ばれた。その際は、「舞城小説粉吹雪」の他、新たに「せれくたん」（NHKBSのテレビ番組「ねっとすたー」の小説）の冒頭の一部などが展示された。
久々の単行本発売となった1000ページ超の長編『ディスコ探偵水曜日』も豊崎由美や大森望から称賛され、『このミステリーがすごい!』でベスト10以内にランクインを果たしている。千街晶之は、著書『読み出したら止まらない! 国内ミステリー マストリード100』にて、同作を『黒死館殺人事件』『ドグラ・マグラ』『虚無への供物』『匣の中の失楽』に並ぶ五大奇書として並び称した。
2010年には乙一・秋田禎信らとのコラボレーション企画としてライトノベルシリーズ『魔界探偵 冥王星O』を越前魔太郎名義で発表。舞城自身も9月に刊行された『魔界探偵 冥王星O デッドドールのダブルD』の執筆を担当する。

## 作風
ミステリやSFなどの要素をスリップストリーム的に盛り込んだ物語、異様な超現実と卑近な日常の錯綜するディテール、独特のスピード感とリズムを持った口語文体を特徴とする。
主に出身地の「福井県」を舞台にすることが多く、方言（福井弁）や地方性といった根幹から、スリップストリーム的に人物再登場などの文学技法を再解釈した点も含めて、中上健次の「紀州」や阿部和重の「神町」のように「福井」に根付いた物語群を構築している。他に東京都調布市もいくつかの作品の舞台になっている。
また、自作のデザインや挿画を手がけることも多い。

## 文学賞受賞・候補歴
- 2001年
  - 『煙か土か食い物』で第19回メフィスト賞受賞、第14回このミステリーがすごい！第9位。
- 2002年
  - 『熊の場所』で第15回三島由紀夫賞候補。
- 2003年
  - 『阿修羅ガール』で第16回三島由紀夫賞受賞。
  - 『ピコーン！』で第56回日本推理作家協会賞（短編部門）候補。
  - 『山ん中の獅見朋成雄』で第25回野間文芸新人賞候補。
- 2004年
  - 『阿修羅ガール』で第1回本屋大賞第16位。
  - 『好き好き大好き超愛してる。』で第131回芥川龍之介賞候補、第26回野間文芸新人賞候補
- 2008年
  - 『ディスコ探偵水曜日』で第21回このミステリーがすごい！第9位。
- 2009年
  - 『好き好き大好き超愛してる。』で第2回大学読書人大賞第1位。
  - 『ビッチマグネット』で第142回芥川龍之介賞候補
- 2012年
  - 『ディスコ探偵水曜日』で第5回大学読書人大賞予選候補。
  - 『短篇五芒星』で第147回芥川龍之介賞候補。
- 2013年
  - 『美味しいシャワーヘッド』で第148回芥川龍之介賞候補。
  - 『JORGE JOESTAR』で第6回大学読書人大賞予選候補。
- 2016年
  - 『淵の王』で第6回Twitter文学賞（国内部門）第1位

## 作品リスト（小説）

### 単行本
- 煙か土か食い物 Smoke, Soil or Sacrifices[4]（2001年3月 講談社ノベルス / 2004年12月 講談社文庫）
- 暗闇の中で子供 The Childish Darkness（2001年9月 講談社ノベルス）
- 世界は密室でできている。THE WORLD IS MADE OUT OF CLOSED ROOMS.（2002年4月 講談社ノベルス / 2005年4月 講談社文庫）
  - 講談社ノベルス創刊20周年記念の競作企画「密室本」参加作品
- 熊の場所（2002年10月 講談社 / 2004年12月 講談社ノベルス / 2006年2月 講談社文庫）
  - 熊の場所（初出：『群像』2001年9月号）
  - バット男（初出：『群像』2002年2月号） -後に 倉持裕により戯曲化
  - ピコーン！（書き下ろし） -後に 青山景により漫画化
- 阿修羅ガール（2003年1月 新潮社 / 2005年4月 新潮文庫）
  - 川を泳いで渡る蛇（初出：『新潮』2003年7月号） - 文庫のみ収録
- 九十九十九（2003年4月 講談社ノベルス / 2007年1月 講談社文庫） 
  - 清涼院流水によるJDCシリーズへのトリビュート作品
- 山ん中の獅見朋成雄（2003年10月 講談社 / 2005年12月 講談社ノベルス / 2007年3月 講談社文庫） - 初出：『群像』2003年7月号
- 好き好き大好き超愛してる。（2004年8月 講談社 / 2006年8月 講談社ノベルス / 2008年6月 講談社文庫） - 初出：『群像』2004年1月号
  - ドリルホール・イン・マイ・ブレイン（初出：『ファウスト』2003年Vol.1） - 文庫未収録
- みんな元気。（2004年10月 新潮社 / 2007年5月 ★『みんな元気。』新潮文庫 / 2007年6月 ☆『スクールアタック・シンドローム』新潮文庫） - 装画：片山若子
  - ★みんな元気。（初出：『新潮』2004年9月号）
  - ★Dead for Good（単行本書き下ろし）
  - ☆我が家のトトロ（初出：『新潮』2003年6月号）
  - ★矢を止める五羽の梔鳥（初出：『新潮』2004年6月号）
  - ☆スクールアタック・シンドローム（初出：『新潮』2004年1月号） - 後に青山景により漫画化
  - ☆ソマリア、サッチ・ア・スウィートハート（文庫書き下ろし）
- SPEEDBOY!（2006年11月 講談社BOX / 2012年7月 講談社文庫） - 初出：『群像』2006年1月号
- ディスコ探偵水曜日（2008年7月 新潮社【上・下】[5] / 2011年1月 新潮文庫【上・中・下】[6]）- 装画：KEI
  - 第一部 梢（初出：『新潮』2005年5月号）
  - 第二部 ザ・パインハウス・デッド（初出：『新潮』2006年1月号）
  - 第三部 解決と「◯ん◯ん」第1章（初出：『新潮』2006年9月号）
  - 第三部 解決と「◯ん◯ん」第2 - 5章（初出：『新潮』2006年10月号）
  - 第三部 解決と「◯ん◯ん」第6 - 7章（初出：『新潮』2006年11月号）
  - 第三部 解決と「◯ん◯ん」第8 - 11章（初出：『新潮』2006年12月号）
  - 第三部 解決と「◯ん◯ん」第12 - 14章（初出：『新潮』2007年2月号）
  - 第三部 解決と「◯ん◯ん」完結編（初出：『新潮』2007年4月号）
  - 第四部 方舟（書き下ろし）
- ビッチマグネット（2009年11月 新潮社 / 2014年9月 新潮文庫） - 初出：『新潮』2009年9月号
- 獣の樹[7]（2010年7月 講談社ノベルス / 2012年8月 講談社文庫）
- NECK（2010年7月 講談社文庫）
  - a story（書き下ろし）
  - the original（舞台『NECK』の脚本＆絵コンテ）
  - the second（初出：『エソラ』vol.6）
  - the third（映画『NECK』の原案となった脚本）
- イキルキス（2010年8月 講談社 / 2014年3月 講談社文庫）
  - イキルキス（初出：『群像』2008年7月号）
  - 鼻クソご飯（初出：『群像』2002年12月号）
  - パッキャラ魔道（初出：『群像』2004年5月号）
  - アンフーアンフー（文庫のみ収録）
  - 無駄口を数える。（文庫のみ収録）
- 魔界探偵 冥王星O デッドドールのダブルD（2010年9月 講談社ノベルス） - 原作：越前魔太郎、装画：redjuice
- 短篇五芒星（2012年7月 講談社 / 2016年9月 講談社文庫） - 初出：『群像』2012年3月号
  - 美しい馬の地
  - アユの嫁
  - 四点リレー怪談（「四点リレー」改題）
  - バーベル・ザ・バーバリアン
  - あうだうだう
- JORGE JOESTAR（2012年9月 集英社 / 2017年12月 JUMP j BOOKS）- 装画： 荒木飛呂彦
  - 『ジョジョの奇妙な冒険』周年企画「VS JOJO」第三弾
- キミトピア（2013年1月 新潮社）
  - やさしナリン（初出：『新潮』2012年1月号）
  - 添木添太郎（書き下ろし）
  - すっとこどっこいしょ。（初出：『新潮』2008年12月号）
  - ンポ先輩（書き下ろし）
  - あまりぼっち（初出：『新潮』2012年4月号別冊『Story Power 2012』）
  - 真夜中のブラブラ蜂（書き下ろし）
  - 美味しいシャワーヘッド（初出：『新潮』2012年7月号）
- 淵の王（2015年5月 新潮社 / 2017年11月 新潮文庫） - 初出：『新潮』2015年1月号
- 深夜百太郎 入口（2015年9月 ナナロク社）- 写真：MASAFUMI SANAI
  - 2015年5月24日から8月31日の100日間、Twitter上で毎夜発表された百物語の前半50話を収録[8]。
- 深夜百太郎 出口（2015年10月 ナナロク社） - 写真：MASAFUMI SANAI
  - 2015年5月24日から8月31日の100日間、Twitter上で毎夜発表された百物語の後半50話を収録[8]。
- 私はあなたの瞳の林檎（2018年10月 講談社 / 2021年9月 講談社文庫）- 装画：井上奈奈
  - 私はあなたの瞳の林檎（初出：『群像』2012年9月号）
  - ほにゃららサラダ（初出：『群像』2010年9月号）
  - 僕が乗るべき遠くの列車（書き下ろし）
- されど私の可愛い檸檬（2018年11月 講談社 / 2021年10月 講談社文庫）- 装画：井上奈奈
  - トロフィーワイフ（初出：『群像』2016年12月号）
  - ドナドナ不要論（初出：『群像』2010年8月号）
  - されど私の可愛い檸檬（書き下ろし）
- 畏れ入谷の彼女の柘榴（2021年10月 講談社 / 2023年10月 講談社文庫）- 装画：井上奈奈
  - 畏れ入谷の彼女の柘榴（初出：『群像』2019年11月号）
  - 裏山の凄い猿（初出：『群像』2018年12月号）
  - うちの玄関に座るため息（書き下ろし）
- 短篇七芒星（2022年6月 講談社 / 2024年6月 講談社文庫） - 装画：中園孔二 / 初出：『群像』2022年2月号
  - 奏雨（そう）
  - 狙撃（そげき）
  - 落下（らっか）
  - 雷撃（らいげき）
  - 代替（だいたい）
  - 春嵐（はるあらし）
  - 縁起（えんぎ）

### 単行本未収録作品
群像
- 重たさ（2006年10月号）
- 舞城小説粉吹雪（2008年1月号掲載分に加え、展覧会『文学の触覚』にて不定期書下ろし）
- ドアドアドアド（2021年11月号）
- デニムハンター（2023年10月号）

新潮
- 力と気持ち（2011年3月号）
- Good But Not Same（2013年1月号）
- 秘密は花になる。（2017年2月号）
- 勇気は風になる。（2019年1月号）
- 檄（2020年12月号）
- 恐怖は背骨になる。（2023年4月号）

ファウスト
- 駒月万紀子（2004年Vol.3）
- 夜中に井戸がやってくる。（2004年Vol.4）
- めくるめく（2005年Vol.6 SIDE-B）

エソラ
- 182（ONE EIGHT TWO）（vol.4） - 漫画＋小説形式。未完。
- 風の名前（vol.5） - 舞城王太郎 with REALCOFFEE名義、物語＋イラスト形式

Type Traceで展示されたもの
- 舞城小説粉吹雪（『群像』に掲載されたものを含む）
- せれくたん 第一話
- 八極幸有の二〇〇五年七月
- 名探偵巴里谷超丸の二〇〇八年七月（『波』掲載）

『スポンジバス』シリーズ
- You Ain't No Better Than Me.（『小説新潮』2010年7月号）
- Shit, My Brain Is Dead.（『新潮』2010年9月号）
- Kung Khamooi Was A Loaded Son Of A Bitch（『小説新潮』2013年5月号）
- Would You Please Just Stop Making Sense?（『新潮』2016年9月号）
- So You Think This Is It?（『新潮』2021年10月号）

『NECK』シリーズ
- NECK the fifth（『IN☆POCKET』2010年8月号）
- ANOTHER NECK（『NECK the sixth』）（舞台『NECK』パンフレット掲載）
- NECK the seventh（『papyrus』2010年10月号）
- NECK the eighth（『ダ・ヴィンチ』2010年9月号）
- NECK the ninth（映画『NECK』オリジナル・サウンドトラック ライナーノーツ掲載）
- NECK the eleventh（映画『NECK』パンフレット掲載）
- NECK 掌編（映画『NECK』DVD内ブックレット掲載）

 『バイオーグ・トリニティ』シリーズ
- 自転車（『ウルトラジャンプ』2013年4月号附録『平成25年度 バグラー講習の手引き』 / 『バイオーグ・トリニティ』14巻 2018年3月 集英社）
- 呼ぶ声日子（『ウルトラジャンプ』2014年2月号 / 『ウルトラジャンプ』2014年11月号附録『バイオーグ・トリニティ掌篇集』）
- 箱運ぶ鳥（『ウルトラジャンプ』2014年11月号附録『バイオーグ・トリニティ掌篇集』）
- ツムランとジュンパちゃん（『ウルトラジャンプ』2015年2月号）
- 自転車Ⅱ（『バイオーグ・トリニティ』14巻 2018年3月 集英社）

『この恋はこれ以上綺麗にならない。』シリーズ
- 本当のこと（『この恋はこれ以上綺麗にならない。』1巻 2019年4月 集英社）
- 家族会議の外れで（『この恋はこれ以上綺麗にならない。』2巻 2019年8月 集英社）
- 名前の由来（『この恋はこれ以上綺麗にならない。』3巻 2020年2月 集英社）
- 子供にはわからない。（『この恋はこれ以上綺麗にならない。』4巻 2020年8月 集英社）

『短歌探偵』シリーズ
- 短歌探偵縁起（2019年6月 - 7月のイベント『玄関の覗き穴から差してくる光のように生まれたはずだ』展での限定販売）
- 短歌探偵タツヤキノシタ
  - 第一首 僕のあたまに4が舞いおりる。（『若い山賊（仮称）』誕生準備号、2022年11月 文学フリマにて販売）
  - 第二首 EYEのヤニ見抜かれないで欲しいから（2023年11月 文学フリマにて販売）
  - 第三首 折り紙の力士（同上）

『月夜のグルメ』シリーズ
- 様変わり前の京成立石で初めてのハシゴ酒（『月夜のグルメ』1巻 2019年7月 扶桑社）
- ニューヨーク卒業旅行 思い出ホッピング（『月夜のグルメ』2巻 2019年12月 扶桑社）

『ID:INVADED イド:インヴェイデッド』シリーズ
- 井波さんと数田くん（『ID:INVADED イド:インヴェイデッド』Blu-ray BOX 上巻 2020年3月）
- Memories of Love（『ID:INVADED イド:インヴェイデッド』Blu-ray BOX 下巻 2020年6月）

その他
- W（『en-taxi』2003年No.2）
- petals（『週刊ヤングジャンプ』2004年No.30）
- A Dragon Girl（『制コレISM03』2004年）
- 喜びは鳥になる。（『週刊新潮』2005年12月22日号・企画「街の名は」第33回）
- 子猫探し（『小説現代』2007年2月号）
- 東京戦争（『メフィスト』2007年5月号） - 第一章、第二章のみ掲載
- 名探偵巴里谷超丸の二〇〇八年七月（『波』2008年8月号）
  - 新潮社公式ホームページで無料公開[9]
- 九十九十九松（『ダ・ヴィンチ』2016年5月号） - 乙一『小生物語』スピンオフ
- 安達くんと桜井さん（映画『ぼくたちは上手にゆっくりできない。』来場者特典 2015年3月 / 同映画DVD初回限定版 2016年5月）
- 掌篇 1（木下龍也・岡野大嗣：著『玄関の覗き穴から差してくる光のように生まれたはずだ』2017年12月 ナナロク社 特別付録冊子）
- 掌篇 2（同上）
- 今日も今日とて僕桜桃（『私はあなたの瞳の林檎』『されど私の可愛い檸檬』献本プレゼント 2018年12月）
- すべての面がこっちを向いている。（中園孔二個展『すべての面がこっちを向いている』note[10] 2021年6月）
- 高円寺十三円寺（2024年5月のイベント『ナナロク社の詩と造本』での限定販売）
- 食パンと右肘（メフィストリーダーズクラブ 2024年5月配信 / 『だから捨ててと言ったのに』講談社 2025年1月）
- 家で一人はしごしながら私は私を読み、私を呑んでいる。（『dancyu』2024年8月号）

## 作品リスト（その他）

### 詩集
- 詩集百花子（2022年2月 SINA SUIEN 2022 collection「刺繍百花子」での限定販売、ナナロク社）
- Jason Fourthroom（2022年9月、ナナロク社）[11]

### 評論
- いーから皆密室本とかJDCとか書いてみろって。（『群像』2003年12月号・企画「現代小説・演習」第12回、愛媛川十三名義）

### 翻訳
- コールド・スナップ（著：トム・ジョーンズ、2014年8月 河出書房新社）
  - コールド・スナップ（『ファウスト』2004年Vol.2）
  - スーパーマン、我が息子（『文藝』2013年夏号）
  - ジャングルの奥のとても深い場所（初訳）
  - 流砂（初訳）
  - ピックポケット（初訳）
  - ウウ～ベイビーベイビー（初訳）
  - ロケットファイア・レッド（初訳）
  - 私を愛する男が欲しい（初訳）
  - ポットシャック（初訳）
  - ダイナマイトハンズ（初訳）

### 挿絵・イラスト
- 落書き（嫌がらせ）と英題（同人誌『タンデムローターの方法論』 2002年11月）
- 子供は遠くに行った（『ファウスト』2004年Vol.4）
  - 乙一による小説
- こころの最後の距離（『ファウスト』2004年Vol.4）
  - 北山猛邦による小説
- 地獄の島の女王（『ファウスト』2004年Vol.4）
  - 佐藤友哉による小説
- 新世紀レッド手ぬぐいマフラー（『ファウスト』2004年Vol.4）
  - 滝本竜彦による小説
- 携帯リスナー（『ファウスト』2004年Vol.4）
  - 西尾維新による小説
- 誰にも続かない（『ファウスト』2004年Vol.4）
  - 乙一、北山猛邦、佐藤友哉、滝本竜彦、西尾維新によるリレー小説
- 〈密室本〉から３年。（『IN★POCKET』2005年4月号）
- 町田康の詩（『少年文芸』2005年創刊号）
- 舞城王太郎特別展覧会 Hits&Rarities（『美術手帖』2005年6月号）
- 木下龍也の詩（同人誌『深夜百短歌太郎』　2017年10月）

### イラストーリー
- PaPa IN THE DOG（2003年9月『ファウストフェスティバル』にて配布）
- 二郎（『ファウスト』2004年Vol.3）

### 漫画
- BLAND NEW ME, BLAND NEW WORLD（『ファウスト』2005年Vol.5）
- 舞城王太郎のバラバラPOP漫画 on 山手線（店頭でのイベント、2005年12月）
- ぬるつべピリリ（『コミックファウスト』2006年）
- ピコーン！（原作：舞城王太郎、漫画：青山景、2007年2月 小学館 IKKI COMPLEX） - 舞城王太郎の小説のコミカライズ。
  - ピコーン！（『IKKI』2004年8月号）
  - スクールアタック・シンドローム（書き下ろし）
- NECK（西本英雄『もう、しませんから。』11巻 2010年10月 講談社コミックス） - 西本英雄『もう、しませんから。』File.275中の4コマ漫画。
  - 『週刊少年マガジン』2010年39号
- バイオーグ・トリニティ（著：大暮維人、舞城王太郎、2013年4月 - 2018年3月 ヤングジャンプコミックス・ウルトラ 全14巻）
  - 『ウルトラジャンプ』2013年1月号 - 2018年1月号
- この恋はこれ以上綺麗にならない。（原作：舞城王太郎、漫画：百々瀬新、2019年4月 - 2020年8月 ジャンプコミックス 全4巻）
  - 『少年ジャンプ+』2018年12月25日[12] - 2020年6月9日
- 月夜のグルメ（原案：舞城王太郎、漫画：奥西チエ、2019年6月 - 扶桑社 SPA!コミックス 既刊2巻）
  - 『週刊SPA!』2018年10月9・16日合併号 - 　休載中[13]
- ID:INVADED イド：インヴェイデッド #BRAKE-BROKEN（原作：舞城王太郎・The Detectives United、漫画：小玉有起、2020年1月 - 12月 角川コミックス・エース 全3巻）
  - 『ヤングエース』2019年11月号 - 2020年12月号

### アニメーション
- 日本アニメ（ーター）見本市 『龍の歯医者』（原案・脚本・絵コンテ・監督、2014年7月Web配信）
- 日本アニメ（ーター）見本市 『ハンマーヘッド』（原案・脚本・絵コンテ・監督、2015年7月劇場公開・Web配信）
  - REAL MORNING COFFEEにより2007年『モーニング』53号に掲載された企画のアニメ化[14]
- 龍の歯医者（原作・脚本、2017年2月テレビ放送）
- ID:INVADED イド：インヴェイデッド（シリーズ構成・脚本、2020年1月 - 3月テレビ放送）
- 錆喰いビスコ（OP絵コンテ、2022年1月 - 3月テレビ放送）
- Special Kid Factory（脚本、2023年4月現在制作中）

### 特撮
- 巨神兵東京に現わる（言葉、2012年7月公開）
  - 『文藝』2013年夏号に全文を再掲載

### 舞台
- NECK ネック（原作、2010年2月10日 - 24日青山円形劇場にて公演）

### 映画
- NECK [ネック]（原案、2010年8月21日劇場公開）
- BREAK（監督・脚本・編集、2015年3月劇場公開）
  - オムニバス映画『ぼくたちは上手にゆっくりできない。[15]』の内の一つ

### ファッションショー
- 刺繍百花子[16][17]（脚本・詩・演出、2021年12月開催）
  - SINA SUIEN主催の完全招待制ファッションショー

### 共著・参加
アンソロジーなどの再録は除く
- バット男（原作、2004年10月 白水社） - 倉持裕による戯曲。
- 「鍵のかかった部屋」をいかに解体するか（2007年3月 バジリコ） - 仲俣暁生の評論集。以下3作を特別収録。
  - 小説「僕のお腹の中からはたぶん『金閣寺』が出てくる。」（『群像』2003年3月号・企画「現代小説・演習」第3回）
  - 小説「私たちは素晴らしい愛の愛の愛の愛の愛の愛の愛の中にいる。」（『群像』2003年12月号・企画「現代小説・演習」第12回）
  - 評論「いーから皆密室本とかJDCとか書いてみろって。」（『群像』2003年12月号・企画「現代小説・演習」第12回、愛媛川十三名義）